# Torymoides sulcius
Torymoides sulcius är en stekelart som först beskrevs av Walker 1839.  Torymoides sulcius ingår i släktet Torymoides och familjen gallglanssteklar. Inga underarter finns listade i Catalogue of Life.